# Minneconjou

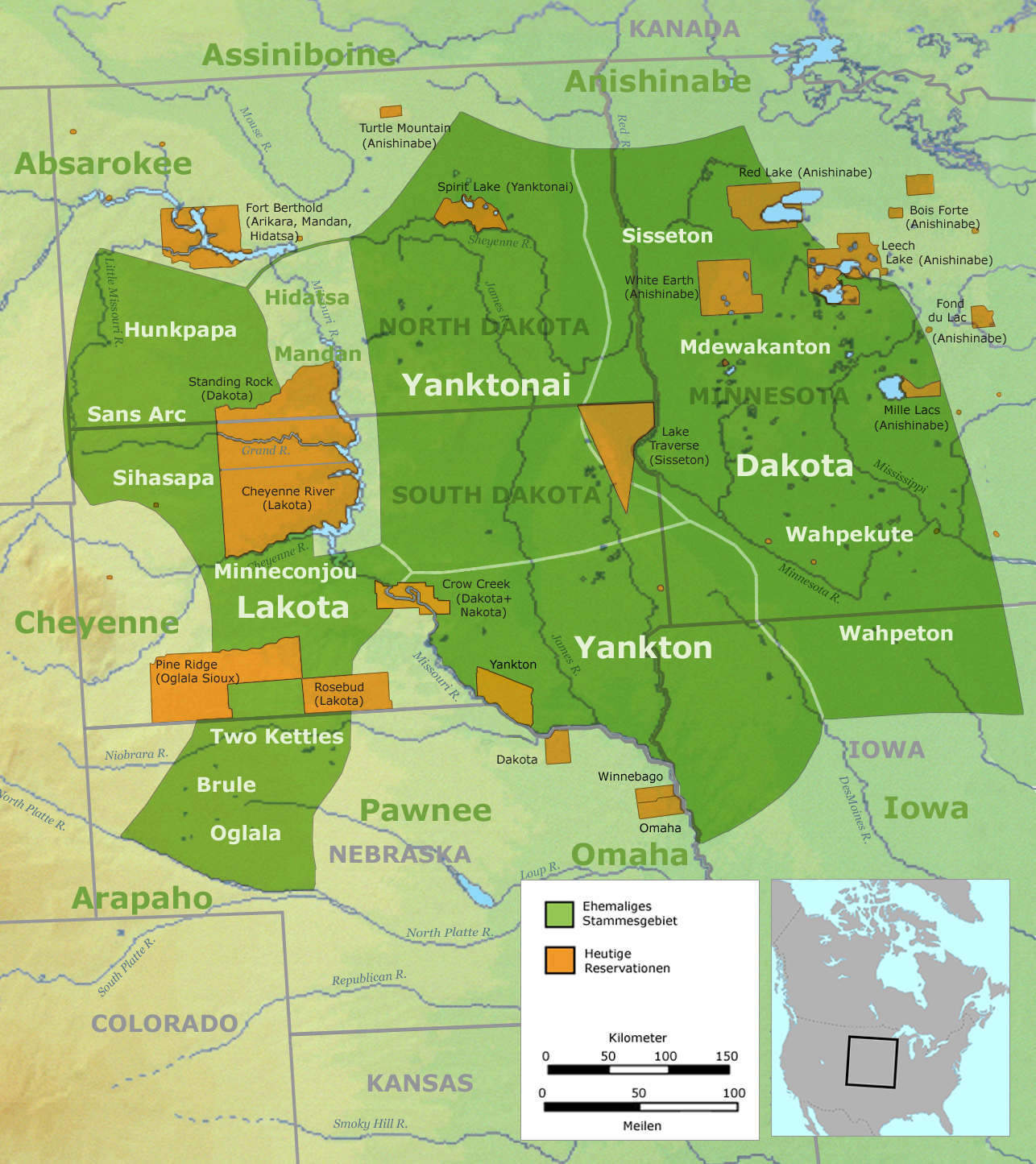
Ehemalige Stammesgebiete der Sioux-Gruppen (grün): der Lakota (inklusive der Minneconjou), der benachbarten Nakota (Yanktonai und Yankton) sowie Dakota-Stämme und heutige Reservationen (orange)

Die Minneconjou sind ein nordamerikanischer Indianerstamm und gehören zu den Lakota aus der Sioux-Sprachfamilie. Der Name Minneconjou ist eine französische Form der Eigenbezeichnung Mnikȟówožu oder Hokwoju (‘Plants by the Water’) und bedeutet Pflanzung am Wasser.
Die Minneconjou bilden einen von sieben Lakota-Stämmen; die anderen sechs Stämme heißen Brulé, Hunkpapa, Oglala, Sihasapa, Sans Arc und Two Kettles. Ihr ehemaliges Stammesgebiet lag in der Mitte des 19. Jahrhunderts im westlichen South Dakota, wo sie wie die meisten Indianer der Großen Ebenen in Tipis wohnten und von der Büffeljagd lebten.

## Gruppen der Minneconjou
Die Minneconjou werden oft zusammen mit den Itazipco (von Itázipčho, Itazipcola, Hazipco – ‘Those who hunt without bows’ – ‘Jene, die ohne Bogen jagen’, franz. Sans Arc) und Two Kettles (von Oóhenuŋpa, Oohenonpa – ‘Two Boiling’, Two Kettles – ‘Zwei Kessel’) als Central Lakota bezeichnet und unterteilten sich in folgende Gruppen:
- Unkche yuta (‘Dung Eaters’)
- Glaglaheca (‘Untidy’, ‘Slovenly’, ‘Shiftless’)
- Shunka yute shni (‘Eat No Dogs’, spalteten sich von den Wanhin Wega ab)
- Nige Tanka (‘Big Belly’)
- Wakpokinyan (‘Flies Along the River’)
- Inyan ha oin (‘Musselshell Earring’)
- Siksicela oder Shikshichela (‘Bad Ones’, ‘Bad ones of different kinds’)
- Wagleza-oin (‘Gartersnake Earring’)
- Wanhin Wega (‘Broken Arrow’, die Shunka yute shni und Oóhenuŋpa spalteten sich ca. 1840 ab, letztere wurden unabhängig)

Die Two Kettles gehörten einst zu den Wanhin Wega der Minneconjou, spalteten sich jedoch ca. 1840 von diesen ab und bildeten ab da eine eigenständige Gruppe.

## Kultur

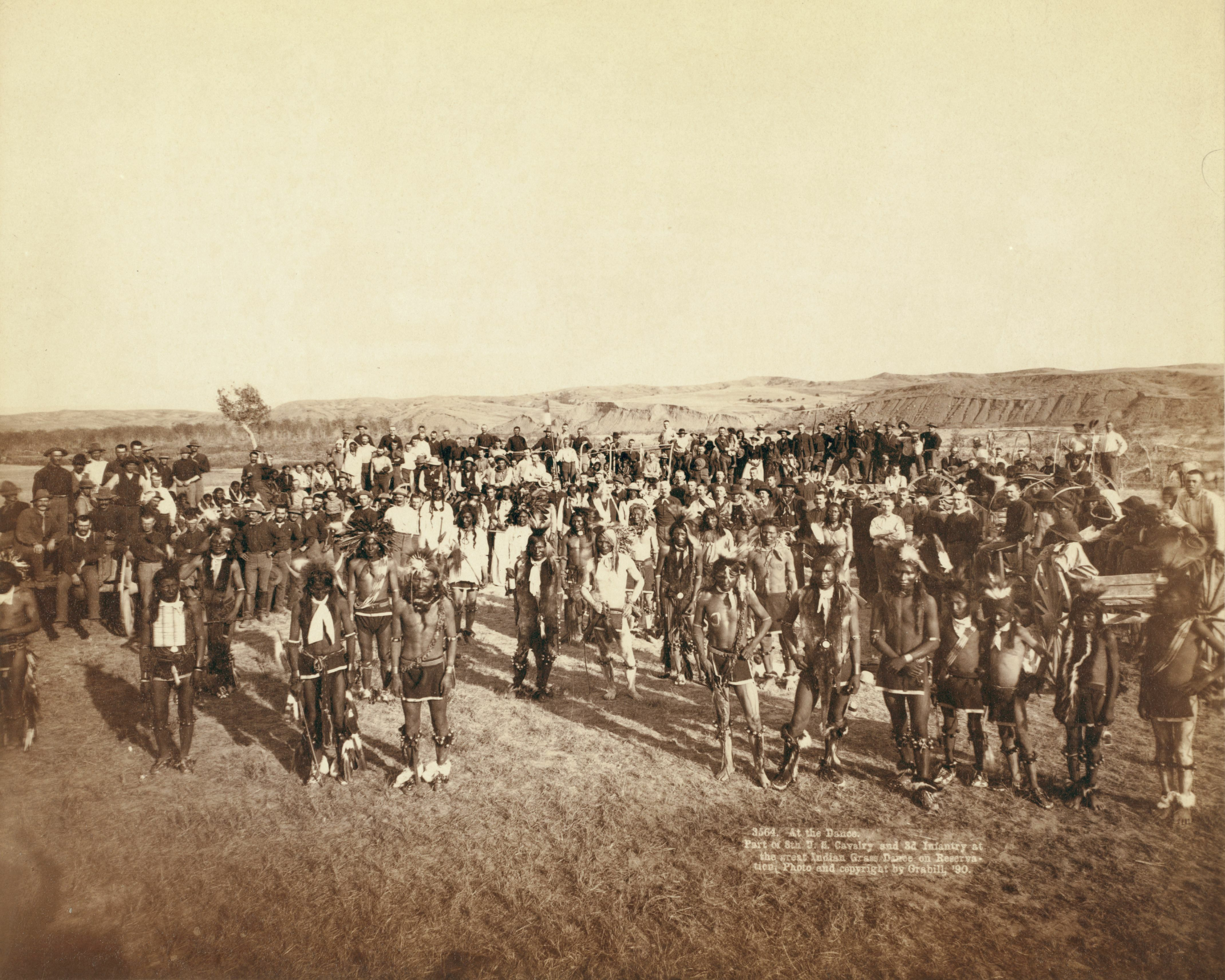
Big Foots Gruppe von Minneconjou in ihren Kostümen beim Geistertanz, Cheyenne River, South Dakota. Fotografiert von John C. H. Grabill, 9. August 1890.

Die Minneconjou zählten zu den kriegerischsten Indianern des nordamerikanischen Westens und waren gleichermaßen bei feindlichen Stämmen und weißen Gegnern gefürchtet. Sie lieferten der US-Armee in den Indianerkriegen zahlreiche Gefechte und weigerten sich oftmals, die vertraglich zugesicherten jährlichen Zahlungen entgegenzunehmen.
Vom Krieg hatten die Indianer eine vergleichbare Vorstellung wie die europäischen Ritter des Mittelalters und sahen darin einen eher sportlichen Wettkampf, in dem bestimmte Regeln eingehalten werden mussten. Gelang einem Krieger eine Aktion, die großen Mut erforderte, brachte ihm das besonderes Ansehen innerhalb des Stammes ein. Derartige Bravourstücke wurden Coups genannt und man verstand zum Beispiel darunter die Berührung eines unverwundeten Feindes mit der Hand oder einem Stock, der Coupstab genannt wurde. Weitere Coups waren das Erzielen eines Hiebs oder Stichs mit dem Speer, Messer oder Tomahawk, das Entwenden der gegnerischen Waffe oder der Diebstahl eines Pferdes aus dem Lager des Gegners. Das Wort Coup stammt von französischen Trappern, die Indianer sprachen jedoch von Counting Coups (gezählte Coups), deren Anzahl an ihren Warbonnet genannten Federhauben abzulesen war. Jeder Krieger, der einen Coup angebracht hatte, schrie sofort Aah-hey (Ich erhebe Anspruch!), das bedeutete die Forderung auf Anerkennung. Jeder Coup bedurfte einer Bestätigung durch einen glaubhaften Zeugen.

## Geschichte
Die Minneconjou wurden erstmals im Jahr 1804 von Lewis und Clark erwähnt, als sie von deren Expedition am Missouri River besucht wurden. Sie zählten zu dieser Zeit etwa 250 Krieger. Um 1850 befand sich ihr Stammesgebiet weiter westlich zwischen den Black Hills und dem Platte River im westlichen South Dakota. Im Jahr 1866 waren sie maßgeblich am Fetterman-Gefecht beteiligt, das in der Nähe von Fort Phil Kearny stattfand und 81 amerikanische Soldaten das Leben kostete. Krieger der Minneconjou kämpften auch 1867 beim Wagon Box Fight und 1876 in der Schlacht am Little Bighorn.
Nach Ende der Sioux-Kriege um die Black Hills im Jahr 1877 wurden die Minneconjou gezwungen, in der Great Sioux Reservation in South Dakota und Nebraska zu leben. Zu dieser Zeit war ihr Häuptling Spotted Elk (Gefleckter Elch) oder Si Tanka, der bei den Weißen Big Foot (Großer Fuß) genannt wurde. Er war ein Mann, der sich wegen seines diplomatischen Geschicks hohes Ansehen erworben hatte. Er entschloss sich, die Lebensweise der Weißen zu übernehmen, und war einer der ersten nordamerikanischen Indianer, die Mais nach den Vorgaben der Regierung anbauten. Darüber hinaus reiste er nach Washington, um für den Bau einer Missionsschule an der Gabelung des Cheyenne Rivers zu werben. Das Bureau of Indian Affairs stimmte wohl zögerlich zu, doch die Angelegenheit geriet schließlich in Vergessenheit.
1890 führte Häuptling Kicking Bear (Ausschlagender Bär) oder Mato Wanartaka die Geistertanz-Religion bei den Minneconjou ein. Diesen rituellen Tanz hatte Wovoka, ein Medizinmann der Nördlichen (Paviotsu) Paiute, wiederbelebt. Während einer spirituellen Trance hatte Wovoka eine Vision, in der ihm vom Schöpfer prophezeit wurde, die alten Zeiten und mit ihnen die indianische Lebensweise würden zurückkehren. Die Büffel kämen zurück, die Weißen verschwänden und die Erde würde sich in ein Paradies nur für Indianer verwandeln. In einem Zustand der Hoffnungslosigkeit, dezimiert durch Kriege, Hunger und Krankheiten, begrüßten die Minneconjou die neue Religion. Mehrere andere Siouxstämme, deren Sonnentanz und weitere „barbarische Bräuche“ 1883 vom US-Innenminister verboten wurden, übernahmen ebenfalls den Geistertanz, der sich bald über den ganzen Westen ausbreitete. Im Jahr 1890 wurde auch der Geistertanz von der Regierung verboten.

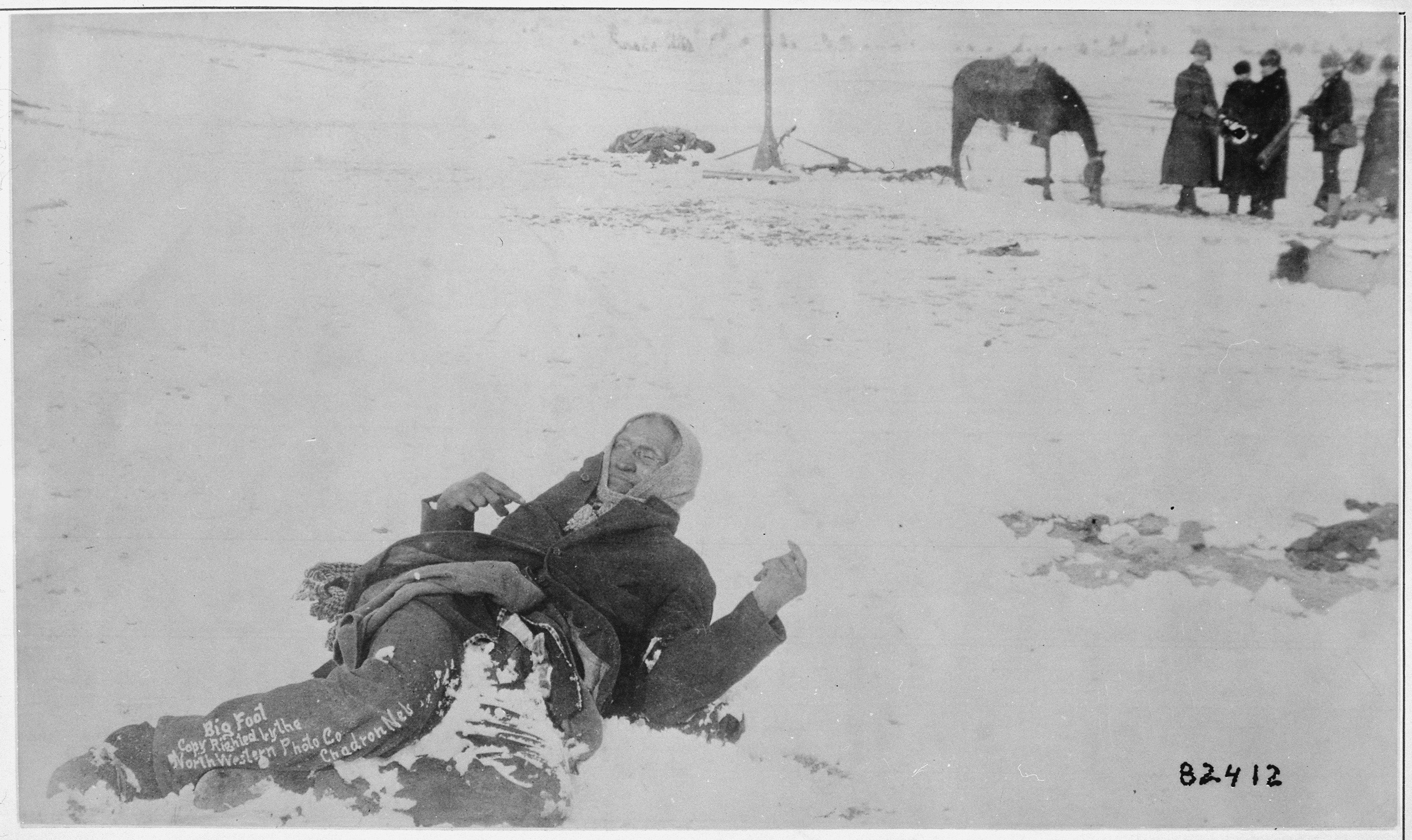
Häuptling Big Foot, tot im Schnee bei Wounded Knee (29. Dezember 1890)

Am 15. Dezember 1890 tötete die Polizei der Standing Rock Indian Reservation Sitting Bull bei seiner Festnahme, weil er den Geistertanz bei seinen Leuten genehmigt hatte. Big Foot (Spotted Elk) machte sich mit seinen Minneconjou auf den Weg in die Pine-Ridge-Reservation, als er vom Tod Sitting Bulls hörte. Am 28. Dezember wurden die Minneconjou von US-Soldaten unter Major Samuel Whitside abgefangen. Spotted Elk, an einer Lungenentzündung erkrankt, befahl seinen Leuten, keinen Widerstand zu leisten und sich zu ergeben. Die Soldaten eskortierten die Indianer zum Wounded Knee Creek, wo man die Nacht verbrachte. Am Morgen des 29. Dezember erschien Colonel James Forsyth und übernahm das Kommando. Er befahl den Indianern die Herausgabe aller Waffen. Als sich bei einer Durchsuchung ein Schuss löste, begannen die US-Soldaten zu feuern. Auf Anhöhen positionierte Hotchkiss-Geschütze töteten etwa 200 Sioux, darunter auch Häuptling Spotted Elk. 25 US-Kavalleristen starben ebenfalls, zumeist von Kugeln der eigenen Männer getötet, die in dem entstandenen Chaos ihre Ziele verfehlten.

## Heutige Situation der Minneconjou
Heute findet man die Nachkommen der Minneconjou in der Cheyenne River Indian Reservation in South Dakota, wo sie zusammen mit anderen Lakota-Stämmen als Stamm auf Bundesebene anerkannt sind (federally recognized tribes); genaue Zahlen über jeden einzelnen Stamm existieren nicht mehr. 
Vereinigte Staaten – South Dakota
- Cheyenne River Sioux Tribe[5] (die Cheyenne River Indian Reservation mit über 12.141 km² liegt in der Mitte von South Dakota, drei große Flüsse - der Missouri River (Mni Sose - ‘Turbid Water’ oder ‘Rolly Water’), Cheyenne River und der Moreau River (Hinhan Wakpa - ‘Owl River’) - durchfließen diese, im Norden wird sie durch die Standing Rock Indian Reservation begrenzt, im Osten durch den Missouri River sowie im Süden durch den Cheyenne River, Verwaltungssitz: Eagle Butte, SD, Stammesgruppe: Lakota, Stämme: Minneconjou (Minnecojou oder Mnikoujou), Two Kettles (Oohenumpa oder Owohe Nupa), Itazipco  (Itazipa Cola - Sans Arc oder Without Bows), Sihasapa (Siha Sapa - Blackfeet), Stammesmitglieder gesamt (Weiße und Indianer): 16.192 (davon 12.662 Sioux), hiervon leben 8.090, darunter 6.331 Sioux, im Reservat)[6]